# Rolf Nordblom
Knut Rolf Erik Nordblom, född 24 februari 1945 i Gamlestad församling i Göteborgs och Bohus län, död 25 augusti 2024 i Uppsala domkyrkoförsamling i Uppsala, var en svensk läkare och psykiatriker. 

## Biografi
Nordblom var son till kyrkoadjunkten Ernst Erik Vilhelm Nordblom och hans maka Ingrid Nordblom (f.Knutsson). Han avlade medicine kandidat examen 1968  och medicine licentiat examen 1973  vid Lunds universitet. Efter att ha arbetat som läkare i Varberg blev han direktor för Vårsta diakoni i Härnösand 1989. Han arbetade därefter som direktor för Samariterhemmet i Uppsala åren 1995–2008.